# Clio Intézet
A Clio Intézet 2017 decemberében alakult, budapesti székhelyű történelemtudományi intézet.

## Profilja
Az intézet kutatásai elsősorban a 20. századi Magyarország erőszaktörténetére fókuszálnak. Az intézet célja, hogy a 20. századi magyar történelem sorsfordító eseményeit és térségbeli összefüggéseit alapos forrásfeltárásra alapozva, megfelelő kritikai érzékkel, közérthetően dolgozza fel és mutassa be. Elsősorban a politikai átmenetek (1918–1921, 1944–1945), a vörös- és fehérterror, a román megszállás, a Horthy-korszak és a második világháború időszakát kutatják.

## Kiadványai
A Clio Műhelytanulmányok egy online szaktudományos folyóirat, amelyben a 20. század történetének magyarországi és kárpát-medencei magyar vonatkozású eseményeiről jelennek meg alapkutatásokra épülő tanulmányok. A Clio Kötetek sorozatban szintén alapkutatásokra épülő kismonográfiákat, forráskiadványokat, adattárakat és egyéb segédkönyveket adnak ki online formában.
- Magyar Endre Lénárd: „A rémuralom készséges szolgája kívánt lenni”? Perjessy Sándor és a Tanácsköztársaság elleni felkelés Szentendrén  (1919. június 24–25.). Clio Kötetek 1.[5]
- Kóródi Máté: Adattár a Magyar Nemzeti Hadsereg tiszti különítményes csoportjai és más fegyveres szervek által elkövetett gyilkosságokról   1919. augusztus 3. – 1921. október 23. Clio Kötetek 2.[6]
- Végső István: Garbai Sándor a Tanácsköztársaságról és a zsidóságról. Válogatás a Forradalmi Kormányzótanács elnökének visszaemlékezéseiből. Clio Kötetek 3.[7]
- Kovács Szabolcs: A nagysármási zsidók meggyilkolása (1944. szeptember 16–17.). Magyarok, románok és zsidók a magyar katonai megszállás időszakában. Clio Kötetek 4.[8][9]
- Tangl Balázs: Iratok Bárdossy László népbírósági peréhez. Clio Kötetek 5.
- Marosvári Attila: Vérengzés Apátfalván (1919. június 23–24.) Erőszak, ellenállás és megtorlás a román katonai megszállás idején. Clio Kötetek 6.[10]
- Bajcsi Ildikó: „Ezeknek ki kell kerülni a nemzet vérkeringéséből”. A komáromi és környékbeli zsidóság jogfosztása (1938–1944). Clio Kötetek 7.
- Kosztyó Gyula: „A kommunizmusság nagyobb tért nem tudott hódítani". A Tanácsköztársaság története Kárpátalján. Clio Kötetek 8.[11]
- Marosvári Attila: Erőszak és hatalomátrendeződés Csanád vármegye falvaiban (1918. november – 1919. január). Clio Kötetek 9.
- Olosz Levente: Narratívák fogságában. A Kasztner-ügyről szóló tudományos és közéleti diskurzusok története. Clio Kötetek 10.[12]

A Múlt és Jövő kiadóval együttműködésben eddig két könyvet jelentettek meg nyomtatásban:
- A nagysármási zsidók meggyilkolása (1944. szeptember 16-17.) Magyarok románok és zsidók a magyar katonai megszállás időszakában.[14]
- Bajcsi Ildikó: Nemzethűség és őrségváltás. A komáromi és környékbeli zsidóság jogfosztása (1938-1944)